# Czuryłowo
Czuryłowo (biał. Чурылава; ros. Чурилово) – wieś na Białorusi, w obwodzie witebskim, w rejonie miorskim, w sielsowiecie Powiacie.

## Historia
W czasach zaborów w powiecie dzisieńskim, w guberni wileńskiej Imperium Rosyjskiego.
W latach 1921–1945 wieś leżała w Polsce, w województwie wileńskim, w powiecie dziśnieńskim (od 1926 w powiecie brasławskim) w gminie Miory.
Według Powszechnego Spisu Ludności z 1921 roku zamieszkiwały tu 82 osoby, 81 było wyznania rzymskokatolickiego a 1 prawosławnego. Jednocześnie 3 mieszkańców zadeklarowało polską a 79 białoruską przynależność narodową. Było tu 14 budynków mieszkalnych. W 1931 w 23 domach zamieszkiwało 103 osoby.
Wierni należeli do parafii rzymskokatolickiej w Miorach. Miejscowość podlegała pod Sąd Grodzki w Drui i Okręgowy w Wilnie; właściwy urząd pocztowy mieścił się w Miorach.
W wyniku napaści ZSRR na Polskę we wrześniu 1939 miejscowość znalazła się pod okupacją sowiecką. 2 listopada została włączona do Białoruskiej SRR. Od czerwca 1941 roku pod okupacją niemiecką. W 1944 miejscowość została ponownie zajęta przez wojska sowieckie i włączona do Białoruskiej SRR.
Do 1960 roku w sielsowiecie Aleksandrowo, do 1987 roku w sielsowiecie Leonpol. 
Od 1991 w składzie niepodległej Białorusi.